# Josef Pabst
Josef Pabst, auch Joseph Pabst oder Jakob Joseph Pabst, vereinzelt Papst, (* 11. Juli 1879 in Koblenz; † 6. Januar 1950 in Adenau) war ein deutscher Bildhauer.

## Leben

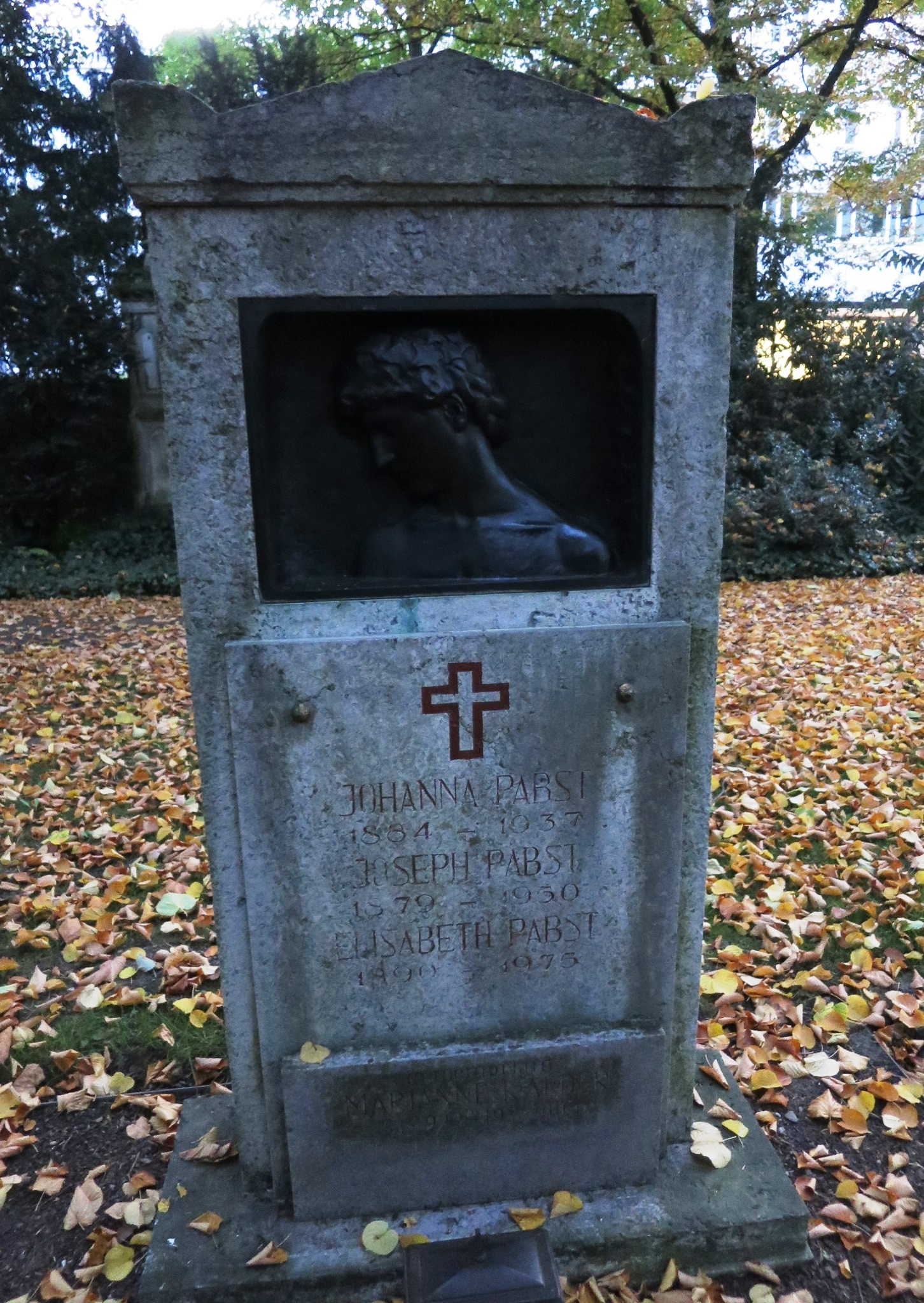
Grab auf dem Melaten-Friedhof in Köln

Pabst lernte ab 1896 zunächst Bildhauerei an der Königlichen Kreis-Baugewerkschule Kaiserslautern. Nach weiteren Studien in Karlsruhe, München, Berlin und Paris wurde er ab 1909 in Köln ansässig und schwerpunktmäßig im Rheinland tätig. Als Mitglied der Koblenzer Künstlergemeinschaft „Das Boot“ war er an deren Ausstellung im November 1924 mit vier Majoliken beteiligt.
Josef Pabst gehörte wie u. a. Otto D. Douglas-Hill und Werner Peiner zu den Künstlern, die von dem Architekten Ernst Sagebiel geschätzt und an der Ausgestaltung des Reichsluftfahrtministeriums beteiligt wurden. Zu seinen Arbeiten gehören weiterhin Intarsienarbeiten, die auf der NS-Ordensburg Vogelsang ausgestellt waren und wie andere im Gebäude Landsbergstraße 16 in Köln erhalten sind.
Pabst stand im Schriftwechsel mit dem Sozialdemokraten Robert Görlinger.
Seine Grabstätte befindet sich auf dem Kölner Melaten-Friedhof (Flur 31).

## Arbeiten und Entwürfe
- um 1920: Wandpaneel in Marketerie mit verschiedenen Tropenhölzern, chinoises Motiv einer Frau vor einer Landschaft, signiert unten links „PABST“, 177 cm × 116 cm × 6,3 cm[6]
- um 1922: Entwurf einer Farbverglasung (Collage, Höhe 34,5 cm, Breite 14,5 cm)
- um 1923: weiblicher Akt, Keramik, beigefarbener Scherbe auf quadratischer Plinthe, Krakelee, Höhe 21 cm
- um 1923: weibliche Halbfigur[7]
- um 1924: stehender weiblicher Akt[8]
- um 1924: Plastik(en) für die Ausstellungshallen der Koelnmesse (1927 bei Umbau entfernt)
- um 1924: fünf Fassadenfiguren am Hansahochhaus in Köln (gemeinsam mit Franz Albermann)[9][10] die verschollen sind
- um 1927: Modell für eine Portalbekrönung[11] Fotografie von Werner Mantz (1901–1983)
- um 1935: zwei  Intarsien-Wandbilder im Gebäude des Reichsluftfahrtministeriums in Berlin (unter künstlerischer Leitung des Architekten Ernst Sagebiel)[12][13]
- um 1937: Gedenkstein mit Heldenbildnis an der ehemaligen Bienhornschanze in Koblenz-Asterstein (nach 1946 beseitigt)
- um 1944: drei auf einem Ast sitzende Singvögel in Bronze, naturalistische Plinthe signiert und mit Gießerstempel der Bildgießerei Kraas, Höhe ca. 30 cm

## Ausstellungen
- 1920: Gruppenausstellung mit der Arbeitsgemeinschaft Kölner Künstler[14]
- 1924: Gruppenausstellung mit der Künstlergemeinschaft „Das Boot“ in Koblenz[15]